# Spider Lake (Wisconsin)
Spider Lake es un pueblo ubicado en el condado de Sawyer en el estado estadounidense de Wisconsin. En el Censo de 2010 tenía una población de 351 habitantes y una densidad poblacional de 1,24 personas por km².

## Geografía
Spider Lake se encuentra ubicado en las coordenadas 46°7′15″N 91°6′52″O / 46.12083, -91.11444. Según la Oficina del Censo de los Estados Unidos, Spider Lake tiene una superficie total de 282.07 km², de la cual 257 km² corresponden a tierra firme y (8.89%) 25.06 km² es agua.

## Demografía
Según el censo de 2010, había 351 personas residiendo en Spider Lake. La densidad de población era de 1,24 hab./km². De los 351 habitantes, Spider Lake estaba compuesto por el 98.29% blancos, el 0% eran afroamericanos, el 0% eran amerindios, el 0.28% eran asiáticos, el 0% eran isleños del Pacífico, el 0% eran de otras razas y el 1.42% pertenecían a dos o más razas. Del total de la población el 0.28% eran hispanos o latinos de cualquier raza.